# Rushton (Cheshire)
Pour les articles homonymes, voir Rushton.
Rushton est une paroisse civile et un village du Cheshire, en Angleterre.